# 阿衰on line
《阿衰on line》是一部由中国大陆漫画家猫小乐编绘的校园漫画，从2001年起在云南出版集团公司旗下的云南教育出版社主办的月刊漫画杂志《漫画派对》上连载。
该漫画描述了初中生阿衰和他的同学、老师、家长之间发生的一桩桩生活、学习中的故事。故事剧情相对紧贴时事、滑稽爆笑，受到学生的欢迎。
正版单行本销量至第17册发行时突破500万册，至第20册发行时达到近1000万册，至第28册发行时总发行量则达到2000万册，2012年12月已达3000万册，为中国大陆最畅销的原创漫画之一。需要注意因为盗版泛滥的关系，实际销量应高于上述数字。
漫画在杂志上连载时早期为黑白连载，2012年后改为全彩连载（每页最后一张图片为黑白）。发行的单行本则为全彩印刷。
连载漫画的每一话的第一个画面一般都是主人公阿衰扮演其它角色的滑稽画。单行本的封面一般是主人公的画面。
2019年，王勇飞执导改编的同名动画作品上线。

## 人物介绍

### 阿衰

#### 外貌和性格：
怕踢中学初中二年级学生，长相不帅，身材不高，經常穿黄色帽衫，天生的咖啡色头发，自来卷。心地善良，乐于助人，但总帮倒忙，也很爱搞恶作剧。普普通通并不优秀，生活环境一般，性格时而自卑时而自大。发育不良，身材瘦小，个子比大多数同龄人都矮，但腿毛很多。为人张扬轻浮，缺少稳重。好胡思乱想，总能冒出很多鬼点子，但常常偷鸡不成蚀把米。不切实际、异想天开、总奢望天上掉馅饼。好吃懒做，不成熟。因为总犯错，很會寫檢查（即檢討書），曾經發明塡空式的檢討書模板。创造过连续考432个0分的世界纪录和在口中塞104支笔的世界纪录。总想得到老师表扬，但总是弄巧成拙；唯一一次得到老师表扬是因为从不早恋，但被爸妈戳穿是因为没有人看得上他。爱画画，动手能力很强，製作了很多小发明。略懂一點中医。有一定的识破谎言能力，对于胡编乱造的煽情演讲毫无反应。官迷，总想当个小头目（社团社长、宿舍长、补习班班长、厕所所长、班级图书角管理员、扫地小组长……），曾经当选过班长（大脸妹只是副班长），总爱拿着鸡毛当令箭。很衰，经常倒霉，甚至开发出特殊的“衰辐射”，可以令人脱发。

#### 生活面貌：
有多年便秘史和痔疮史，經常放屁，令全班同学很苦恼。非常不講究衞生，一年洗一次澡，常常不洗頭髮，有口臭，指甲有泥，腳臭；「爲保證刷牙質量」，一天刷一颗牙，每刷完一輪就過了大約一個月。
學習成績差，几乎从来没及过格，經常考倒数第一。不喜歡学习，一上课就睡觉，直到放學才醒。不管多苦多累，只要能不上课就欢天喜地。平時經常逃學，後來變成喜歡在課室裏搞鬼。经常装病来逃避体育课和课间操，但真正生病或受伤时却坚持上课，因为这是得到表扬的唯一机会。
不做功課，爲了抄大臉妹的作業，用盡一切手段，不惜答应各种離譜的条件（包括但不限于帮扫几辈子的地、夏天扇凉、穿狗毛衣等）。對一切新鲜事物都感兴趣，喜欢上网冲浪，经常去网吧打游戏。

#### 喜歡與討厭的人和事：
最爱吃臭豆腐，將臭豆腐視作世上最美味的东西，連飼宠物也用臭豆腐，令班里和家里乌烟瘴气；其次則是煎餅粿子，自己也會攤餅製作。曾經也提到，吃任何東西都喜歡佐蕃茄醬，更有「蕃茄配蕃茄醬」的吃法。
最好的朋友是小沖；曾經暗戀鄰班的班花。曾經與大臉妹爲敵，後來卻變成相愛相殺的拍檔。曾经和庄库是死对头，后来关系转好，成为朋友。十分喜欢F4的朱孝天，亦曾经迷恋过周杰倫。

#### 绰号（此處出現的綽號，通常都只出現一次）：
阿帅、小衰、小死衰、睡神、帮主（小冲专用，第一集后不再使用）、衰神、饿霸（总是很容易饿）、觉皇、P仙、週五王（一到週五就高兴）、汗捂帝（大热天穿毛衣）、勤屎皇（吃坏了东西，一上午跑八次厕所）、随扬帝（随手扬垃圾）、送灰宗（做值日负责倒垃圾）、咒王（怨天怨地，诅咒一切）、沙皇（被沙尘暴袭击）、臭屁衰、IP卡（总“挨批”）、衰屁宗、溃疡帝（大脸妹取的庙号和谥号）、龟孙（奶奶专用）（於後期改稱「乖孫」）、站神（总被罚站）、“敢动校园十大人物”之首（手欠，什么都敢乱动）、衰校储（和校长一样多次留级）

### 大脸妹

#### 簡介：
阿衰的同班同学兼同桌，第二集中作为转校生出场。班干部，学习优秀，经常考第一名，考第二名就会火冒三丈。拿奖拿到手软，常幻想成为全国乃至世界第一好学生。脾气暴躁，性格泼辣，开不起玩笑，不接受不同的意見。爱臭美，虽然頭很大，外貌並不出彩，但对自己的外表很有自信，甚至有些自恋，更斷言「大臉盤子未來一定會流行」。唯一不满足的是腿不直，而且腿毛比男生还多。老是用自己的大头砸阿衰，也是阿衰完不成作业时候的救星，使阿衰又恨又不敢恨。因为自己的性格缺陷，全班男生都畏惧她。
和大多数女孩子一样，怕虫子、怕打针、怕黑，爱吃零食。因为成绩好，一直是众星捧月的对象，什么事都想享受特权，特别害怕被老师批评和失去老师的关注。早期嫌弃阿衰，后来漸漸變成朋友，不僅经常和阿衰一起倒霉，還逐渐发展出「只有我可以打阿衰」的奇異控制欲。煽情篇中，因为一颗钻石与阿衰白头到老。父母都是大头，形象在不同时期出现过变化。父母曾经因为妈妈的家庭暴力而离婚（这也是大脸妹性格缺陷的重要原因），后来复婚。产生过自我意识，意识到自己只是个漫画人物，但想到只要自己还是著名好学生就都无所谓。

#### 绰号：
脸脸、大脸姐、大头鬼、大头魔、小大脸 、嫦娥仙子（常讹人）、伊丽莎白（一脸煞白）、孝钦慈禧端佑康颐昭豫庄诚寿恭钦献崇熙配天兴圣显大脸（取自慈禧太后的谥号）、可雾（可恶）、夜风·孤独蝶梦·樱殇月冰·脸（简称月冰·脸，夜疯咕嘟跌猛硬伤月饼脸）

### 小冲
大名邵小冲，外号令狐葱（第一集之后很少有人叫）、伏地魔（擅长伏地挺身），迷恋F4的周渝民，阿衰的同班同学、邻居、死党，学习比较好，超级电脑迷、网络迷，熱愛戶外運動，喜愛登山，生存能力很强。为人大大咧咧，说话不拘小节，是阿衰的捧哏、铁哥们。

### 庄库
阿衰的同学，家庭生活富裕，初期设定为局长的儿子，后来改为大老板的儿子。经常和阿衰作对，后来关系转好，经常一起玩。为人张扬、夸张，令人讨厌。不论遇到什么事都想用钱摆平，事实上往往摆不平。早期曾被评选为市级三好学生，因为校方要巴结他的局长老爸。学习成绩一般，常用老爸给的钱买同学的作业来抄。天生的金黄色头发，总喜欢梳成半遮面发型。住在一处豪宅里，家里有各种千奇百怪的物品和规矩，每天有专用直升机接送。

### 长条
阿衰的同学，木讷乏味，只知道学习，戴着一副度数很高的眼镜。在如今的漫畫連載中已不再見到長條，但是在動畫版中回歸。

### 阿衰媽媽
医生，有洁癖，强烈反对阿衰的一些爱好，是令阿衰最头疼的人。对阿衰的关爱让阿衰受不了。对没出息的老公和儿子十分不满，经常拿来跟别人的老公和孩子比，有时候会打阿衰，更曾經與衰父聯合研發「打屁一號」與「打屁二號」（以螺旋槳連續旋轉，配以拖鞋擊打屁股以收體罰之效）。

### 阿衰爸爸
机关干部，对阿衰比较开通，幽默风趣，一般不会打骂儿子。和阿衰一样，一到课堂就睡，即使当了爸爸也没有改变。童年时的阿衰爸跟阿衰差不多，所以管教兒子稍有底气不足。庸庸碌碌的上班族，工资不如老婆高，一直無法升職，買股票总能精确买到跌幅前三名。经常偷藏私房钱，每次都被儿子发现。不止一次和衰妈悄悄离婚又悄悄复婚。

### 當當老师
阿衰的前班主任，数学老师，对学生十分严厉，经常没收阿衰的东西，但也得到学生尊敬，后来因嫁到国外而辞去工作，学生时常恋眷她。

### 金乘五老師
名字影射日本明星金城武，时髦的年轻男士，30岁上下，身高180，刺猬头，大马脸（最忌讳被人这么叫），刚开始设定为有洁癖，但被阿衰和大脸妹用“以毒攻毒”的方式治好。当当老师走后的新班主任，語文老师。连续20次相亲都被甩，上相亲节目被拜金女鄙视。经常被校长剋扣工资，生活可謂十分淒慘，但花钱从来大手大脚，还爱贪小便宜。对工资和班级纪律分数斤斤计较，上课时总爱一个大跳飞进教室，讲课时经常拖堂，且不由自主地手舞足蹈，爱比兰花指，不稳重，胆小如鼠，对学生缺乏爱心，没主见，抠门，情商低，小心眼，爱记仇，不懂女孩子的心，不会哄人，反应迟钝，被大脸妹吐槽不像个男人，凭本事单身。在後來的漫畫連載中推翻了之前的設定，將金老師重新定義為一個窮鬼。在“钻石篇”中，38年后的阿衰和大脸妹回忆金老师在相亲80多次后终于结了婚。其父母狀態不曾知曉，在第44期漫畫單行本中明確提到其父母已逝世，然而在第63期中又出現了其母的眞人。

### 高鐘聲校長
名字是惡搞「高中生」一詞。怕踢中学即將退休的校长。事實上校長曾在怕踢中學讀書，因成績欠佳而一直留級，後來原有的老師全部離開學校，因而成為了校長。经常组织补课以赚取补课费，制订一些奇葩的校规，剥夺学生课外活动和体育课时间。经常公款吃喝，或者请一些莫名其妙的专家来学校办讲座吃回扣。由於小時候營養不良，導致身材矮小。经常扣金老师的工资，实际上是因为金老师总爱乱花钱，帮他攒着。很在意自己的身高，训斥金老师时必须要踩凳子或者梯子，乃至各种奇葩道具。身体不好，患有「十二指腸心胸狹窄二型糖尿心臟病」，经常需要服药。

### 吴凤丹
在第42集登場，在漫画里显示为鸡蛋脑。从来不招苍蝇，因为“苍蝇不叮无缝蛋”。由于没有嘴巴无法说话，她会把需要说的话写在气球上。有嚴重的潔癖，曾要求阿衰用3塊肥皂洗手1個小時；除此之外還有嚴重的強迫症，需要每10分鐘檢查一次自己的錢包，曾因為試卷的兩個訂書釘無法完全對齊而強迫症發作，以致無法完成考試。伤心时会流出蛋清和蛋黄作为眼泪，眼泪可做成「怨念黑森林提拉米蘇小蛋撻」，食用後全身會變成黑白，意志消沉，出現自杀倾向，唯一的解药是臭豆腐。最怕老鼠，听到“鼠”的同音字都会晕倒。曾经和庄库坐同桌，还曾经短期和阿衰同桌（大脸妹去外地参赛）。

### 袁谋人
同样在第42集出场。怕踢中学的体育兼电脑老师。名字是“元谋人”的谐音，因为他的身材非常像大猩猩。从小练习体操和高低杠，上肢过分发育（即手臂比腿长）。由于经常熬夜玩游戏机，有严重的黑眼圈。食量大如牛，有奇怪的身体构造（在第42集曾经提到袁老师的双臂里面有两个胃，心脏在身体的中央）。但是自从第42集完结以来，該角色便不再出現了。

### 阿衰奶奶
阿衰的奶奶，生活在乡村，经常进城看孙子，阿衰也经常回乡下看望她。虽然非常疼爱阿衰，但其实和大脸妹比较合得来（因为都是大头）。总是穿一件跟阿衰很相似的帽衫，不过颜色是白色的。平时戴着一副用两个放大镜做成的老花镜，因为以前的老花镜被阿衰打碎了。在第58集曾做过怕踢中学的助教和保安。虽然是老人，但是精力仍然旺盛，而且特别不靠谱。和大脸妹的姨妈住隔壁。

## 单行本列表
截止到2013年8月，共出版单行本38本。
| 册数 | ISBN序号               | 册数 | ISBN序号               |
| ---- | ---------------------- | ---- | ---------------------- |
| 1    | ISBN 978-7-5415-2297-0 | 2    | ISBN 978-7-5415-2298-7 |
| 3    | ISBN 978-7-5415-2441-7 | 4    | ISBN 978-7-5415-2442-4 |
| 5    | ISBN 978-7-5415-2527-8 | 6    | ISBN 978-7-5415-2528-5 |
| 7    | ISBN 978-7-5415-2758-6 | 8    | ISBN 978-7-5415-2759-3 |
| 9    | ISBN 978-7-5415-2916-0 | 10   | ISBN 978-7-5415-2917-7 |
| 11   | ISBN 978-7-5415-2966-5 | 12   | ISBN 978-7-5415-2994-8 |
| 13   | ISBN 978-7-5415-2995-5 | 14   | ISBN 978-7-5415-2996-2 |
| 15   | ISBN 978-7-5415-3037-1 | 16   | ISBN 978-7-5415-3229-0 |
| 17   | ISBN 978-7-5415-3304-4 | 18   | ISBN 978-7-5415-3245-0 |
| 19   | ISBN 978-7-5415-3221-4 | 20   | ISBN 978-7-5415-3403-4 |
| 21   | ISBN 978-7-5415-3404-1 | 22   | ISBN 978-7-5415-3771-4 |
| 23   | ISBN 978-7-5415-3948-0 | 24   | ISBN 978-7-5415-4037-0 |
| 25   | ISBN 978-7-5415-4309-8 | 26   | ISBN 978-7-5415-4735-5 |
| 27   | ISBN 978-7-5415-5006-5 | 28   | ISBN 978-7-5415-5281-6 |
| 29   | ISBN 978-7-5415-5643-2 | 30   | ISBN 978-7-5415-5773-6 |
| 31   | ISBN 978-7-5415-5772-9 | 32   | ISBN 978-7-5415-6255-6 |
| 33   | ISBN 978-7-5415-6451-2 | 34   | ISBN 978-7-5415-6470-3 |
| 35   | ISBN 978-7-5415-6656-1 | 36   | ISBN 978-7-5415-6799-5 |
| 37   | ISBN 978-7-5415-6800-8 | 38   | ISBN 978-7-5415-7085-8 |

## 争议
部分家长和教师对本作感到不满，指责本作内容粗俗，主人公阿衰上课睡觉、爱抄作业、轻浮自大、好吃懒做等恶习容易误导儿童，认为本作更适合具有分辨是非能力的青少年。